# 科赫·马泰·陶马什
科赫·马泰·陶马什（匈牙利語：Koch Máté Tamás，1999年7月18日—），匈牙利男子击剑运动员，2023年欧洲运动会男子重剑团体金牌得主、2023年世界击剑锦标赛男子重剑个人金牌得主、2024年夏季奥林匹克运动会男子重剑团体金牌得主。